# Libertalia (maison d'édition)
Pour les articles homonymes, voir Libertalia (homonymie).
Libertalia est une maison d'édition d'expression libertaire, montreuilloise, créée en 2007.
Le nom fait référence à l'utopie pirate Libertalia de la fin du XVIIe siècle à Madagascar. Il traduit le double imaginaire littéraire et égalitaire des trois animateurs, Nicolas Norrito, Charlotte Dugrand, Bruno Bartkowiak.
Libertalia est une association à but non lucratif et à visée politique. Le catalogue compte plus de deux cents titres mêlant les registres : littérature sociale, sciences humaines, rock'n'roll, antifascisme, littérature jeunesse.
Depuis 2012, Libertalia est diffusé et distribué par Harmonia Mundi Livre.

## Librairie
Au cours de l'année 2018, les éditions Libertalia ont ouvert une librairie à Montreuil, en France, au 12, rue Marcelin-Berthelot.

## Jeux
- Antifa le jeu (2021 première édition). Sujet : l'action antifasciste[4].